# Sofia Coppola
Pour les articles homonymes, voir Coppola.
Pour les autres membres de la famille, voir Famille Coppola.
Sofia Coppola [ˈsəʊfiə ˈkɒpələ], née le 14 mai 1971 à New York, est une réalisatrice, actrice, productrice et scénariste américaine.
Elle est la fille de Francis Ford Coppola et d'Eleanor Coppola.

## Biographie
Sofia Coppola est la fille du réalisateur Francis Ford Coppola et d'Eleanor Coppola. Elle est donc également la sœur du réalisateur Roman Coppola, la nièce de l'actrice Talia Shire et la cousine des acteurs Nicolas Cage, Robert Carmine et Jason Schwartzman.
À 15 ans elle réalise un stage chez Chanel. Elle pensait alors se tourner vers la mode et la photographie. Elle étudie au Mills College (Oakland, Californie), puis au California Institute of the Arts où elle trouve un intérêt pour les arts visuels (peinture et photographie). Dans son livre Archives (2023), elle aborde l’importance de la photographie dans son processus créatif.
Sofia Coppola assiste pendant deux ans le couturier Karl Lagerfeld à Paris, tout en s'adonnant à la photographie (elle réalise notamment des séances pour Vogue, Interview et Allure) et en exposant à la galerie Parco de Tokyo. Enfin, elle crée sa propre ligne de vêtements, Milk Fed, qui connaît un certain succès au Japon. Flirtant de longue date avec la réalisation, Sofia Coppola réalise son premier court métrage Lick the Star, en 1998.

## Carrière

### Débuts d'actrice et formation
La carrière de Sofia Coppola commence alors qu'elle est encore enfant, car elle apparaît bébé, sous le pseudonyme de Domino, dans la scène du baptême du film Le Parrain, réalisé par son père en 1972. Elle fait une apparition dans Outsiders. Frankenweenie, de Tim Burton (1984), est le premier film dans lequel elle joue sans être associée à son père. En 1986, elle joue Nancy Kelcher aux côtés de Kathleen Turner, héroïne du film Peggy Sue s'est mariée. Cependant, son rôle le plus connu reste celui de Mary Corleone dans Le Parrain 3 (1990), rôle dans lequel elle est parachutée à la dernière minute après que Winona Ryder fut tombée malade. Ce rôle est abondamment critiqué (elle reçoit d'ailleurs le Razzie Award de la Pire révélation de l'année et du Pire second rôle féminin en 1990) et marque la fin de sa carrière en tant qu'actrice, si on excepte une apparition dans le film Inside Monkey Zetterland (1992) et dans La Menace fantôme (1999), le premier épisode de la « prélogie » de Star Wars, réalisé par l'ami de son père, ainsi que le rôle principal dans le clip Electrobank des Chemical Brothers (1997) et une apparition dans le clip Deeper and Deeper de Madonna (1992).
Au milieu des années 1990, elle crée avec sa meilleure amie Zoe Cassavetes une émission, Hi Octane, pour la chaîne Comedy Central. Celle-ci invite des artistes underground comme Beck, Donovan Leitch, Mike Watt, Thurston Moore ou encore Jenny Shimizu. Cette période est très productive pour Sofia Coppola, entre la fréquentation de son école d'art, dont le modèle est très prisé dans les magazines pour adolescentes, en passant par la création d'une ligne de vêtements avec Kim Gordon, avant que sa carrière de réalisatrice débute.

### Cinéaste reconnue

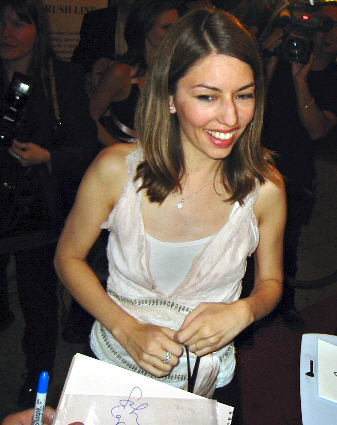
La réalisatrice au Festival International du Film de Toronto 2003, pour Lost in Translation.

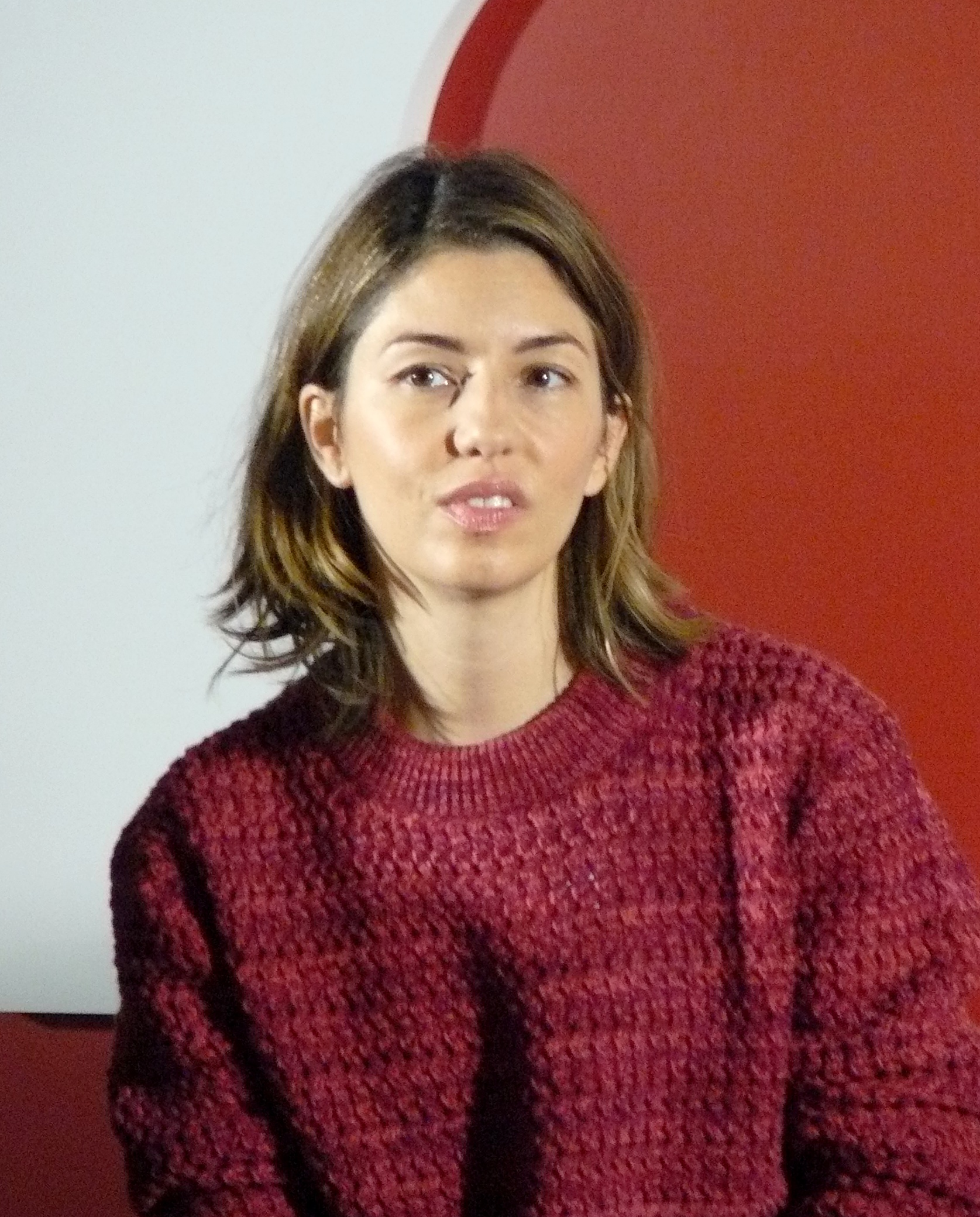
Sofia Coppola à une masterclass parisienne, pour la promotion de Somewhere, en 2010.

Sofia Coppola se fait connaître comme réalisatrice, ses trois premiers films étant Lick The Star (1998), Virgin Suicides (1999) et Lost in Translation (2003), les deux derniers rencontrant les faveurs de la critique et du public, qui reconnaissent une authentique personnalité d'auteur dès ces premières réalisations. Le monde du cinéma se met à l'unisson : Lost in Translation remporte l'Oscar du meilleur scénario original et trois Golden Globes dont celui de la meilleure photographie. Sofia Coppola devient ainsi la troisième femme à être nommée aux Oscars en tant que meilleure réalisatrice, mais c'est Peter Jackson qui remporte finalement la statuette.
En 2002, elle devient l'égérie publicitaire du parfum du styliste Marc Jacobs, ce qui lui vaut d'être photographiée par Juergen Teller. Elle a également réalisé la publicité pour le parfum Miss Dior Chérie.
En 2006, elle réalise le film biographique Marie-Antoinette, adaptation de l'ouvrage de l'historienne britannique Antonia Fraser sur Marie-Antoinette d'Autriche, où Kirsten Dunst interprète le rôle-titre, tandis que son cousin Jason Schwartzman se voit confier celui de Louis XVI. Le film est d'abord diffusé au Festival de Cannes où, après avoir été hué par le public (plus particulièrement des Français), il obtient une ovation debout. Les critiques sont mitigées : certaines sont pleines d'éloges, d'autres l'accueillent plus froidement ou encore disent que le résultat n'est pas à la hauteur des ambitions de la réalisatrice.
En 2010, sa nouvelle réalisation, Somewhere, reçoit le Lion d'or de la 67e Mostra de Venise. En 2013, son film The Bling Ring fait l'ouverture de la section Un certain regard à Cannes. L'année suivante, elle est membre du jury des longs métrages au 67e Festival de Cannes, présidé par Jane Campion.
Sofia Coppola est considérée comme une icône de la culture populaire par le milieu du rock et du cinéma indépendants. D'ailleurs, son goût pour la culture « indépendante » se manifeste souvent à travers ses choix musicaux dans ses films.
Durant la saison 2009-2010 de l'Opéra de Montpellier, Sofia Coppola met en scène l'opéra de Puccini, Manon Lescaut, avec Roberto Alagna.
En 2015, elle met en scène Bill Murray et d'autres célébrités dans A Very Murray Christmas, diffusé sur Netflix à Noël 2015.
Deux ans plus tard, elle présente à Cannes son sixième long-métrage, Les Proies, avec au casting Colin Farrell, Nicole Kidman ainsi que ses habituées Kirsten Dunst et Elle Fanning. Pour ce film, elle remporte le prix de la mise en scène.
En 2020, pour son septième long-métrage intitulé On the Rocks, elle dirige Bill Murray, qu'elle retrouve après Lost in Translation, ainsi que Rashida Jones, Jessica Henwick, Jenny Slate et Marlon Wayans.
En 2021, elle accepte de réaliser une vidéo d'une vingtaine de minutes pour le New York City Ballet.
Enfin, en 2023, la scénariste Sofia Coppola revient au cinéma avec un biopic sur Priscilla, seule épouse du monument américain Elvis Presley, dans lequel est dépeint la prison dorée subie par la jeune femme. Le film mêle cette figure féminine passée avec une esthétique moderne et délicate. Cette harmonie est propre à la réalisatrice et peut notamment se retrouver dans son film Marie-Antoinette évoqué précédemment. Par ailleurs, l'actrice Cailee Spaeny qui interprète l'héroïne a remporté le Prix d’interprétation féminine à la dernière Mostra de Venise et la reconnaissance d'une prestation remarquable.

### Metteuse en scène d'opéra
En mai 2016, elle met en scène la Traviata de Verdi à l'opéra de Rome.

## Luxe
En 2009, elle collabore avec Dior et Louis Vuitton, pour qui elle crée une collection d'accessoires.
Elle a également collaboré avec Barrie pour qui elle a créé une collection de vêtements en 2023. 

## Vie privée
Le 26 juin 1999, elle se marie au réalisateur Spike Jonze, mais le couple divorce le 9 décembre 2003. En 2004, elle a une courte liaison avec le réalisateur Quentin Tarantino. Elle se marie à nouveau le 27 août 2011 en Italie avec Thomas Mars, chanteur du groupe Phoenix. Ils ont deux enfants, Romy et Cosima, nées en novembre 2006 et en juin 2010.
Elle habite  Paris où elle trouve les couleurs belles. Ses endroits préférés seraient le Palais-Royal, le jardin des Tuileries et le Musée d'Orsay,.

## Filmographie

### Réalisatrice et scénariste

#### Longs métrages
- 1999 : Virgin Suicides (The Virgin Suicides)
- 2003 : Lost in Translation
- 2006 : Marie-Antoinette
- 2010 : Somewhere
- 2013 : The Bling Ring
- 2017 : Les Proies (The Beguiled)
- 2020 : On the Rocks
- 2023 : Priscilla

#### Court métrage
- 1998 : Lick the star

#### Moyen métrage
- 2015 : A Very Murray Christmas

#### Clips
- 1997 : Elektrobank de The Chemical Brothers
- 2003 : I Just Don't Know What to Do with Myself de The White Stripes

#### Scénariste
- 1989 : New York Stories (sketch Life without Zoe, coécrit avec Francis Ford Coppola)
- 2003 : Platinum (série télévisée, créatrice)

### Actrice

#### Cinéma

##### Longs métrages
- 1974 : Le Parrain, 2e partie ((The Godfather: Part II) de Francis Ford Coppola : Une enfant sur le bateau
- 1983 : Outsiders (The Outsiders) de Francis Ford Coppola : Une petite fille (créditée sous le nom de Domino)
- 1983 : Rusty James (Rumble Fish) de Francis Ford Coppola : Donna (créditée sous le nom de Domino)
- 1984 : Cotton Club (The Cotton Club) de Francis Ford Coppola : Une enfant dans la rue (créditée sous le nom de Domino)
- 1984 : Frankenweenie de Tim Burton : Anne Chambers (créditée sous le nom de Domino)
- 1986 : Peggy Sue s'est mariée (Peggy Sue Got Married) de Francis F. Coppola : Nancy Kelcher
- 1987 : Anna de Yurek Bogayevicz : Noodle
- 1988 : Tucker de Francis Ford Coppola : Une fille dans la publicité
- 1990 : Le Parrain 3 (The Godfather : Part III) de Francis F. Coppola : Mary Corleone
- 1990 : The Spirit of '76 de Lucas Reiner : Une fille dans la parade
- 1992 : Inside Monkey Zetterland de Jefery Levy : Cindy
- 1999 : Star Wars, épisode I : La Menace fantôme (Star Wars : Episode I - The Phantom menace) de George Lucas : Saché, une suivante de la reine Amidala
- 2001 : CQ de Roman Coppola : La maîtresse d'Enzo

#### Télévision

##### Séries télévisées
- 1986 - 1987 : Faerie Tale Theatre : Gwendolyn (créditée sous le nom de Domino)
- 2022 : What We Do in the Shadows : elle-même

## Distinctions

### Récompenses
- Razzie Awards 1991 : Pire actrice dans un second rôle, Pire nouvelle star pour Le Parrain 3
- MTV Movie + TV Awards 2001 : meilleure nouvelle réalisatrice pour Virgin Suicides
- Young Hollywood Awards 2001 : meilleure réalisatrice pour Virgin Suicides
- Festival international du film d'Athènes 2003 : Athènes d'or pour Lost in Translation
- Awards Circuit Community Awards 2003 : meilleur scénario original pour Lost in Translation
- Boston Society of Film Critics Awards 2003 : meilleure réalisatrice pour Lost in Translation
- National Board of Review Awards 2003 : Prix Spécial de la meilleure réalisatrice, du meilleur film et du meilleur scénario pour Lost in Translation
- New York Film Critics Circle Awards 2003 : meilleure réalisatrice pour Lost in Translation
- New York Film Critics Online Awards 2003 : meilleure réalisatrice pour Lost in Translation
- Seattle Film Critics Awards 2003 : meilleur scénario original, meilleure réalisatrice pour Lost in Translation
- Southeastern Film Critics Association Awards 2003 : meilleur scénario original pour Lost in Translation
- Festival international du film de São Paulo 2003 : meilleur film pour Lost in Translation
- Toronto Film Critics Association Awards 2003 : meilleur scénario original pour Lost in Translation
- Utah Film Critics Association Awards 2003 : meilleur scénario original pour Lost in Translation
- Festival international du film de Valladolid 2003 : meilleure réalisatrice et Prix FIPRESCI pour Lost in Translation
- Venice Film Festival 2003 : Prix Lina Mangiacapre pour Lost in Translation
- Washington DC Area Film Critics Association Awards 2003 : meilleur scénario original pour Lost in Translation
- Festival international du film d'Athènes 2003 : Athena d'or pour Lost in Translation
- Central Ohio Film Critics Association Awards 2004 : meilleur scénario original pour Lost in Translation
- Chicago Film Critics Association Awards 2004 : meilleur scénario original pour Lost in Translation
- Chlotrudis Awards 2004 : meilleur scénario original et meilleure réalisatrice pour Lost in Translation
- Film Independent Spirit Awards 2004 : meilleur film, meilleur scénario original, meilleure réalisatrice pour Lost in Translation
- Florida Film Critics Circle Awards 2004 : meilleur scénario original pour Lost in Translation
- German Film Awards 2004 : meilleur film étranger pour Lost in Translation
- Gold Derby Awards 2004 : meilleur scénario original pour Lost in Translation
- Golden Globes 2004 : Golden Globe du meilleur scénario pour Lost in Translation
- Guild of German Art House Cinemas 2004 : meilleur film étranger pour Lost in Translation
- International Cinephile Society Awards 2004 : meilleur scénario adapté pour Lost in Translation
- International Online Cinema Awards 2004 : meilleur scénario original pour Lost in Translation
- Syndicat national des journalistes cinématographiques italiens 2004 : réalisatrice du meilleur film étranger pour Lost in Translation
- Online Film & Television Association Awards 2004 : meilleur scénario original, meilleur scénario original pour Lost in Translation
- Oscars 2004 : Oscar du meilleur scénario original pour Lost in Translation
- Phoenix Film Critics Society Awards 2004 : meilleure performance derrière la caméra pour Lost in Translation
- Satellite Awards 2004 : meilleur scénario original pour Lost in Translation
- U.S. Comedy Arts Festival 2004 : meilleur scénario original, meilleure réalisatrice pour Lost in Translation
- Writers Guild of America 2004 : meilleur scénario original pour Lost in Translation
- Bodil Awards 2005 : meilleur film non américain pour Lost in Translation
- César 2005 : César du meilleur film étranger pour Lost in Translation
- Danish Film Awards 2005 :  meilleur film étranger pour Lost in Translation
- Fotogramas de Plata 2005 : meilleur film étranger pour Lost in Translation
- Syndicat français de la critique de cinéma et des films de télévision 2005 : meilleur film étranger pour Lost in Translation
- Festival de Cannes 2006 : Prix de l’Éducation Nationale du meilleur film pour Marie Antoinette
- Elle Women in Hollywood Awards 2006 : Prix Icon partagé avec Cate Blanchett, Annette Bening et Sally Field.
- Prix Henri Langlois 2006 : Prix de la meilleure réalisation, partagé avec Abbas Kiarostami et Cédric Klapisch
- National Board of Review Awards 2010 : Prix spécial pour l'écriture, la réalisation et la production pour Somewhere
- Venice Film Festival 2010 : Lion d'or pour Somewhere
- Women in Film Crystal Awards 2013 : Prix Dorothy Arzner de la meilleure réalisatrice pour The Bling Ring
- Festival de Cannes 2017 : Prix de la mise en scène pour Les Proies
- Gotham Independent Film Awards 2017 : Prix Tribute
- Provincetown International Film Festival 2017 : Prix de la meilleure réalisatrice
- International Online Cinema Awards 2017 : meilleur scénario adapté pour Les Proies
- Online Film & Television Association Awards 2023 : Prix OFTA Film Hall of Fame

### Nominations
- Las Vegas Film Critics Society Awards 2000 : meilleur scénario original, meilleur film, meilleure réalisatrice pour Virgin Suicides
- Razzie Awards 2000 : pire nouvelle star de la décennie pour Le Parrain 3 et pour Star Wars, épisode I : La Menace fantôme
- Razzie Awards 2000 : pire  actrice dans un second rôle pour Star Wars, épisode I : La Menace fantôme
- Chlotrudis Awards 2001 : Meilleur scénario adapté pour Virgin Suicides
- Empire Awards 2001 : Meilleur début pour Virgin Suicides
- Venice Film Festival 2003 : Lauréate du prix Lina Mangiacapre Award pour Lost in Translation
- Boston Society of Film Critics Awards 2003 : Meilleur scénario original pour Lost in Translation
- Southeastern Film Critics Association Awards 2003 : meilleure réalisatrice pour Lost in Translation
- Washington DC Area Film Critics Association Awards 2003 : meilleure réalisatrice pour Lost in Translation
- American Screenwriters Association 2004 : meilleur scénario original pour Lost in Translation
- Australian Film Institute 2004 : meilleur film étranger pour Lost in Translation partagé avec Ross Katz
- British Academy Film Awards 2004 : Meilleur film, Meilleur réalisateur pour Lost in Translation
- British Academy Film Awards 2004 : Meilleur scénario original pour Lost in Translation
- Festival international du film de Bangkok 2004 : meilleur film pour Lost in Translation
- Central Ohio Film Critics Association Awards 2004 : Meilleure réalisatrice pour Lost in Translation
- Chicago Film Critics Association Awards 2004 : Meilleur réalisateur pour Lost in Translation
- Critics' Choice Movie Awards 2004 : Meilleur scénariste pour Lost in Translation
- Critics Choice Award 2004 : meilleure réalisatrice pour Lost in Translation
- Directors Guild of America 2004 : meilleure réalisatrice pour Lost in Translation
- David di Donatello Awards 2004 : meilleur film étranger pour Lost in Translation
- Directors Guild of Great Britain 2004 : meilleure réalisatrice pour Lost in Translation
- Golden Globes 2004 : Meilleur réalisateur pour Lost in Translation
- Online Film Critics Society Awards 2004 : meilleure réalisatrice pour Lost in Translation
- Oscars 2004 : Oscar du meilleur réalisateur, : Oscar du meilleur film pour Lost in Translation partagé avec Ross Katz
- Phoenix Film Critics Society Awards 2004 : meilleure réalisatrice et du meilleur scénario original pour Lost in Translation
- Satellite Awards 2004 : Meilleur réalisateur pour Lost in Translation
- Vancouver Film Critics Circle 2004 : meilleure réalisatrice pour Lost in Translation
- Czech Lion 2005 : meilleur film étranger pour Lost in Translation
- Guldbagge Awards 2005 : meilleur film étranger pour Lost in Translation
- Gotham Awards 2006 : meilleur film pour Marie Antoinette
- Bodil Awards 2011 : meilleur film américain pour Somewhere
- CineLibri International Book and Movie Festival 2017 : Nomination au Grand Prix de la meilleure adaptation littéraire pour Les Proies
- International Online Cinema Awards 2017 : meilleure réalisatrice pour Les Proies
- Festival international du film de Jérusalem 2017 : meilleur film international pour Les Proies
- Festival du film de Munich 2017 : meilleur film international pour Les Proies
- Online Film Critics Society Awards 2017 : meilleur scénario adapté pour Les Proies
- Provincetown International Film Festival 2017 : meilleure cinéaste pour Les Proies
- Festival du film de Sydney 2017 : meilleur film international pour Les Proies
- San Diego Film Critics Society Awards 2017 : meilleur scénario adapté pour Les Proies
- Zagreb Film Festival 2017 : Lauréate du Prix Golden Bicycle du meilleur film pour Les Proies
- Austin Film Critics Association Awards 2018 : meilleur scénario adapté pour Les Proies
- Columbus Film Critics Association Awards 2018 : meilleur scénario adapté pour Les Proies
- Austin Film Critics Association Awards 2021 : meilleure réalisatrice pour On the Rocks
- San Diego Film Critics Society Awards 2021 : meilleur scénario original pour On the Rocks